# カンフー・パンダ 4 伝説のマスター降臨
『カンフー・パンダ 4 伝説のマスター降臨』（原題: Kung Fu Panda 4）は、2024年に公開されたアメリカのアニメーション映画で、ドリームワークス・アニメーションが製作し、ユニバーサル・ピクチャーズが配給した。カンフー・パンダシリーズの第4作目であり、2016年公開の『カンフー・パンダ3』の続編にあたる。監督はマイク・ミッチェル、共同監督はステファニー・マ・スタイン（彼女にとって長編映画のデビュー作）、脚本はダーレン・レムケとジョナサン・エイベル、グレン・バーガーの脚本チームが担当し、製作はレベッカ・ハントリーが務めた。声優陣にはジャック・ブラック、イアン・マクシェーン、ダスティン・ホフマン、ジェームズ・ホン、ブライアン・クランストンが前作から引き続き参加し、新たにオークワフィナ、キー・ホイ・クァン、ロニー・チェン、ロリー・タン・チン、ヴィオラ・デイヴィスが加わった。物語は、ポーが新たな龍の戦士の後継者を見つけ、育成するためにキツネの盗賊ジェンと手を組み、邪悪な魔術師カメレオンを倒すために戦うという内容で、彼女が中国中のカンフーの達人たちの技を盗む前に阻止しようとする。
2016年1月に『カンフー・パンダ3』が公開される前、監督のジェニファー・ユー・ネルソンとアレッサンドロ・カルローニに第4作目の可能性について質問があり、その後、ネルソンは2018年8月に第4作目に前向きな姿勢を示した。ドリームワークスは2022年8月に正式に第4作目を発表し、2023年4月にはミッチェル、マ・スタイン、ハントリーがそれぞれ監督、共同監督、プロデューサーとして参加することが決定した。主要キャストのほとんどが復帰し、脚本家兼共同プロデューサーとしてアイベルとバーガーの再参加が2023年12月に発表され、オークワフィナのキャスティングは同年5月に明らかになった。レムケの参加は2024年2月に確認された。前3作の音楽を担当した作曲家ハンス・ジマーが、頻繁にコラボしているスティーブ・マザーロと共に再び作曲を手掛けた。また、一部の制作資産はジェリーフィッシュ・ピクチャーズから提供された。
『カンフー・パンダ4』は2024年3月3日にロサンゼルスのザ・グローブ内のAMC 14シアターでプレミア上映され、3月8日にアメリカ国内で劇場公開された。批評家からは概ね好評を得ており、興行的にも成功し、制作費8,500万ドルに対し、全世界で5億4,900万ドル以上の興行収入を記録し、2024年に公開された映画の中で6番目に高い興行収入を上げた。

## ストーリー
平和の谷で、龍の戦士ポーは父親のリー・シャンとピンが経営する店の新装開店イベントに出席する。そこへ師匠のシーフーが現れ、ポーに、「龍の戦士」を譲り渡し、「精神の指導者」になるよう告げられる。これは、ポーがもはや龍の戦士でいられず、後継者を見つけなければならないことを意味していた。
ポーは、自分の地位を失いたくないため、適切な後継者を選ぶことに悩む。そんな中、翡翠城で古代の武器を盗もうとしているコサックギツネの盗賊、ジェンに遭遇する。ポーはジェンを出し抜いて捕らえ、刑務所に送ることにするが、鉱山労働者たちから、宿敵タイ・ランが霊界から戻り、採石場を全滅させたという話を聞かされる。ジェンは、タイ・ランの復活は「カメレオン」と呼ばれる魔術師によって偽装されており、彼女はあらゆる動物に変身できる上、触れるだけでさまざまなカンフーの技をコピーできるという事実を明かす。
ジェンの助けを借り、ポーは「ジュニパーシティ」へ向かい、カメレオンを倒そうとする。しかし、彼がカメレオンに太刀打ちできないのではないかと心配した彼の父たちは、ポーの後を追っていた。ポーとジェンは怪しげな酒場を訪れ、そこにいた者たちとの戦闘を経て、ジュニパーシティに到着するが、ほぼ逮捕されそうになる。彼らは辛うじて逃げ、盗賊団のリーダーであり、ジェンの親友でもあるハンの助けを受ける。そこから、ポーとジェンはカメレオンの隠れ家に向かうが、ポーは捕らえられてしまう。そこで明かされたのは、ジェンがカメレオンの二重スパイとして働いており、ポーの「知恵の杖」を手に入れる任務を負っていたことだった。この杖は霊界にアクセスする力を持っている。ポーはほぼ脱出に成功するが、カメレオンがジェンに変身して彼を欺き、崖から突き落としてしまう。しかし、ポーは父親たちに助けられ、時には変化が良いこともあると説得される。
カメレオンは杖を使い、亡きカンフーの達人たちを呼び戻し、彼らの技を奪う。その中にはシェン大老、カイ将軍、タイ・ランが含まれていた。ポーは何とか脱出し、ジェンと再会するが、彼はカメレオンとの対決を諦めることはなく、ジェン、ピン、リーはポーを救うために盗賊団の助けを求めるため再び盗賊団の元へ戻る。彼らがカメレオンのコモドオオトカゲの軍と戦う中、ポーはカメレオンに対して説得を試みるが、彼女には通じない。しかし、カメレオンは杖を返却し、自分にはもう必要ないと告げる。彼らは戦いを繰り広げ、ジェンが介入すると、カメレオンは複数のカンフーの達人たちが融合したキマイラに変身する。その後、カメレオンはポーの姿に変わり、彼を戦いの末に罠にかけ、元の姿に戻る。ポーはジェンを信頼し、彼女に杖を託す。ジェンは杖を使ってカメレオンを倒し、ポーは実は捕まっていなかったことを明かす。ポーは杖を使って奪われたカンフーの技を元に戻し、カンフーの達人たちは彼に敬意を示し霊界へ帰還する。タイ・ランはカメレオンを連れて帰る。
ポーは谷へ戻る道中でジェンを後継者に選び、シーフーはその選択に不満を感じるが、ポーは自分の選択に自信を持ち、マスター・ファイブと共にジェンが次のドラゴン・ウォリアーになるための訓練を開始する。

## キャスト
※括弧内は日本語吹替。
- ポー・ピン（英語版）: ジャック・ブラック（佐藤せつじ） - 龍の戦士の称号を放棄し、精神的指導者になる運命にあるジャイアントパンダ[7]。

- ジェン: オークワフィナ（冠野智美） - 指名手配されているコサックギツネの盗賊で、ポーの旅に同行する[8]。

- カメレオン: ヴィオラ・デイヴィス（幸田直子） - 他者のカンフー能力を吸収してコピーすることができる、邪悪な変身能力を持つカメレオンの魔術師[7]。

- シーフー老師: ダスティン・ホフマン（樋浦勉） - 賢明なレッサーパンダであり、ポーの師匠[7]。

- ピンさん: ジェームズ・ホン（龍田直樹） - ポーの養父であるシナガチョウ[7]。

- リー・シェン: ブライアン・クランストン（浦山迅） - ポーの実父[7]。

- タイ・ラン: イアン・マクシェーン（銀河万丈） - かつてシーフーの養子で弟子だったが、悪に転じたユキヒョウ。ポーにより1作目で死者の国に送られ、3作目でカイ将軍に捕らえられていたが、本作ではカメレオンにより死者の国から復活させられる。本作では第2の敵として登場するが、2008年の映画ではメインの敵であった[7]。

- ハン: キー・ホイ・クァン（水島裕） - 盗賊団のリーダーであるマレーセンザンコウ[7]。
- グラニー・ボア: ロリー・タン・チン（英語版） - 年老いたイノシシ。牙を取り外して武器として使用できる[8]。

- キャプテン・フィッシュ: ロニー・チェン（上田燿司） - ペリカンの口の中に住む緑のアジアアロワナ。ペリカンが養母のような存在。

- スコット: ハリー・シャム・ジュニア - 火を吹くワニ。ポーによって死者の国に送られた。
- パンダ・ピッグ: MrBeast - 次の龍の戦士候補の1人で、白黒に塗られたブタ[9]。

この他にもマスター・タイガー（吹替：本田貴子）、マスター・モンキー、セス・ローゲン（吹替：桐本拓哉）が声を担当したマスター・カマキリ、マスター・ツル、マスター・ヘビ（吹替：朴璐美）で構成されるマスターファイブがエンドクレジット中のシーンで登場する。
またカメレオンが霊界から悪役を召喚するシーンでは、シェン大老やカイ将軍も登場し、過去のカンフーマスターたちが共演する。

## 制作

### 制作
2010年12月3日、当時ドリームワークス・アニメーションのCEOだったジェフリー・カッツェンバーグは、『カンフー・パンダ3』の後にさらに3本の続編が作られる可能性があり、シリーズが6作になるかもしれないと発言した。2016年1月13日、『カンフー・パンダ3』の制作陣に、4作目の可能性について『Collider』が質問した際、共同監督のジェニファー・ユー・ネルソンは「一度に一つの作品に集中しています。この作品を完璧な宝石のように作り上げたいです。それからどうなるかを見ていきます」と答えた。共同監督のアレッサンドロ・カルローニは、「続編については、あまり終わりの見えないものにしたくありません。旅が完結したと感じさせたいのです。今回の映画はそういう映画です。そして、もし素晴らしい物語が現れたら、続編を考えます」と語った。2018年8月2日、『カンフー・パンダ4』の可能性について尋ねられた際、ネルソンは「シリーズは三部作だと思っていましたが、[[ポー (キャラクター)|ポー・ピン]]に焦点を当て続ける限り、4作目には前向きです」と述べた。
2022年8月、ドリームワークス・アニメーションは『カンフー・パンダ4』が制作中であることを確認した。2023年4月のシネマコンでは、ジャック・ブラックによって映画のあらすじなど、さらなる詳細が明かされた。また、マイク・ミッチェルが監督を務め、ステファニー・マ・スタインが共同監督を務め、レベッカ・ハントリーがプロデューサーとして参加することが発表された。ミッチェルは1作目のクリエイティブコンサルタントであり、3作目のエグゼクティブプロデューサーを務めていた。もともとこの映画は、マ・スタインによると実写アニメーション映画として計画されており、カメレオン（当時は「コレクター」として知られていた）やジェンといったキャラクターは人間として描かれる予定だったが、最終的にはこの計画は撤回された。

### 脚本
2023年12月までに、ジョナサン・エイベルとグレン・バーガーが再び脚本を担当することが報じられた。2024年2月には、ダーレン・レムケが共同脚本を務めたことが明らかになった。監督のミッチェルは、『カンフー・パンダ4』を「1作目へのラブレター」と表現している。シリーズの過去作とのつながりはあるものの、ミッチェルはこの物語を独立した作品として成り立たせたいと考えていた。
第3作目を制作している際、ミッチェルは、1作目からのポーのキャラクターアークが「龍の戦士」になることで完結しつつあると感じていた。そこで、次の続編ではそのすべてを「奪う」ことで、現代社会にとって重要なテーマを見つけられるのではないかと考えた。また、ミッチェルはポーのキャラクターを進化させると同時に、新しいキャラクターを導入し、フランチャイズの世界観を広げたいと考えていた。映画の制作が長引いた理由については、製作陣がポーを進化させる完璧なストーリーを見つけるまで慎重に取り組んでいたからだと述べている。さらに、ミッチェルはポーが世界を白黒で捉えるキャラクターであるとし、彼に対してより道徳的に曖昧なキャラクター、ジェンを組み合わせたいと考えていた。また、シーフーがポーにイライラするように、ポーが苛立つキャラクターを導入したかったという。
カメレオンについては、ミッチェルは彼女を「頭脳派で力技ではない」タイプの悪役として描きたかったと述べている。彼はさらに、カメレオンがポーがこれまで対峙してきた中で最も賢く、超自然的な敵であると語った。また、カメレオンとポーは、どちらも体型を理由に社会から過小評価されていたが、最終的には高い地位を得た点で共通していると説明した。「ポーは偉大なヒーローとなり、彼女は偉大なヴィランとなった」とミッチェルは述べている。『カンフー・パンダ』シリーズが際立っている点として、ブラックが演じるポーの他に、強力な悪役たちが挙げられるため、カメレオンをタイ・ラン、シェン大老、カイ将軍と同じくらい手強いキャラクターにしようとした。特に、タイ・ランを今回の物語に復活させた理由もそのためである。

### キャスティング
2023年5月、オークワフィナが本作の声優陣に加わったことが報じられた。同年12月には、キー・ホイ・クァンとヴィオラ・デイヴィスがキャストに加わることが発表され、デイヴィスは本作の悪役であるカメレオンを演じることが明らかにされた。また、ロリー・タン・チンとロニー・チェンも新たなキャストとして発表され、イアン・マクシェーン、ブライアン・クランストン、ジェームズ・ホン、ダスティン・ホフマンが前作からそれぞれの役を再び演じることが確認された。監督のミッチェルは、マクシェーンの作品のファンであり、彼と一緒に仕事ができることを「素晴らしい体験」と表現した。もしマクシェーンがタイ・ラン役の再演を拒否していた場合、映画のストーリーに代替案はなく、制作陣はタイ・ランの復活に向けて準備を進めていたという。
2023年12月、ミッチェルは、マスター・タイガー、モンキー、ツル、カマキリ、ヘビの「マスター・ファイブ」が映画に登場し、各自のミッションに取り組んでいることを明かした。また、プロデューサーのレベッカ・ハントリーも、マスター・ファイブが一瞬だけ登場することを確認した。2024年3月、ファン向けDiscordサーバーで行われたQ&Aセッションにおいて、共同監督のステファニー・マ・スタインは、当初マスター・ファイブは登場しない予定だったが、脚本家やアーティスト、アニメーターたちの反対により最終的にカメオ出演することになったと説明した。特にタイガー役のアンジェリーナ・ジョリーなど、オリジナルキャストの出演料が高額であることがその理由であったが、マーケティング部門がキャラクターの登場を求めたため、カメオ出演が実現したという。さらに、マ・スタインは、サンウォン・チョーを本作に参加させたいという意向も表明していた。

### アニメーションとデザイン
ミッチェル監督によれば、本作の戦闘シーンは、技術とカンフーの進化を反映しており、過去の作品よりもアニメからの影響を強く受けているという。また、マーベル映画のスタントパフォーマーが制作に参加し、アニメーターが参考にするための動きを提供し、戦闘シーンの振り付けに活用された。カメレオンはドリームワークスにとって最も複雑なキャラクターで、合計8,130の制御ポイントが存在する。本作の大部分のアニメーションはドリームワークス・アニメーションのグレンデールスタジオで制作されたが、ジェリーフィッシュ・ピクチャーズが追加の制作資産を担当した。ジェリーフィッシュ・ピクチャーズは以前、『ヒックとドラゴン 受け継ぐ者たち』や『スピリット 未知への冒険』『ボス・ベイビー ファミリー・ミッション』『バッドガイズ』などでドリームワークスと協力しており、専用ソフトウェアのPremoやMoonrayを使用して制作に携わった。
『カンフー・パンダ4』と『野生の島のロズ』は、ドリームワークス・アニメーションが完全に自社内で制作した最後の2作品となった。2023年10月6日にカートゥーン・ブリューが報じたところによると、2024年以降、スタジオはグレンデールキャンパスでの映画制作から、外部スタジオに依存する形に移行することが決まった。

### 音楽
2023年12月、ハンス・ジマーとスティーブ・マザーロが本作の音楽を担当することが発表された。ジマーは、これまでの3作品でも音楽を手掛けていた。エンドクレジットには、テネイシャスDによるブリトニー・スピアーズの「ベイビー・ワン・モア・タイム」のカバーが使用されている。サウンドトラックアルバムは、映画の公開日と同じ2024年3月8日に、バックロット・ミュージックからリリースされた。

## マーケティング
2023年11月、映画のプロモーションとして、ポーが再びメイシーズ・サンクスギヴィング・デイ・パレードに登場した。映画の予告編は、ザ・ホワイト・ストライプスの「セヴン・ネイション・アーミー」をフィーチャーした内容で、ポスターと共に2023年12月13日に公開された。この予告編は、公開から24時間以内に全てのソーシャルメディアで1億4200万回以上再生され、ユニバーサルのアニメ映画として最も多く視聴された予告編となった。これにより、『ザ・スーパーマリオブラザーズ・ムービー』『ミニオンズ フィーバー』『SING/シング: ネクストステージ』、そしてドリームワークスの『長ぐつをはいたネコと9つの命』を上回る記録を達成した。

## 公開

### 劇場公開
『カンフー・パンダ4』は、2024年3月3日にロサンゼルスのザ・グローブ内にあるAMC 14シアターでプレミア上映された後、3月8日にアメリカで公開された。一部の劇場では前日の3月7日から上映が行われた。また、同年3月1日には、コロンビア大学芸術学部でも上映された。

### ホームメディア
ユニバーサル・ピクチャーズ・ホームエンターテイメントは、2024年4月9日に『カンフー・パンダ4』のデジタルダウンロード版をリリースし、5月28日には4K Ultra HD Blu-ray、Blu-ray、DVDで発売した。物理メディアには、音声解説、メイキング映像、削除シーン、レクリエーションアクティビティ、短編映画『デュエリング・ダンプリングス』が含まれている。
本作は、NBCユニバーサルのPeacockストリーミングサービスで、2024年6月21日から配信が開始された。また、Netflixとの18か月契約の一環として、ペイテレビ期間の最初の4か月間はPeacockで配信され、2024年10月21日からは次の10か月間Netflixで配信される予定である。その後、2025年8月21日から再びPeacockでの配信が行われる。

## 評価

### 興行収入
『カンフー・パンダ4』は、アメリカとカナダで1億9,360万ドル、その他の地域で3億5,550万ドルの興行収入を記録し、全世界で合計5億4,910万ドルを達成した。
アメリカとカナダでは、『イマジナリー』や『カブリーニ』と同時に公開され、公開初週末に3,900の劇場で4,500万〜5,000万ドルの興行収入を見込まれていた。公開初日には1,940万ドルを記録し、そのうち木曜夜のプレビュー上映分は380万ドルだった。その後、公開初週末で5,800万ドルを記録し、興行収入トップに立ち、2012年の『マダガスカル3』以来、ドリームワークス・アニメーションの作品としては最高のオープニング週末成績を収めた。第2週目には3,010万ドル（48%の減少）を記録し、引き続き1位を維持した。第3週目には1,650万ドルを記録し、新作『ゴーストバスターズ/フローズン・サマー』と『デューン 砂の惑星PART2』に次ぐ3位にランクインした。『カンフー・パンダ4』のアメリカ国内での劇場公開は、2024年6月6日に終了した。

### 批評家によるレビュー
『カンフー・パンダ4』は、概ね好意的な評価を受けた。レビュー収集サイトRotten Tomatoesでは、159件の批評のうち71%が好意的なもので、平均評価は6.1/10だった。同サイトのコンセンサスには「『カンフー・パンダ4』は、若いファンを楽しませる目を引くエンターテイメントを提供しているが、シリーズが勢いを失い始めているように感じる」と記されている。Metacriticでは、加重平均に基づき、33人の批評家による評価で100点満点中54点を獲得し、「賛否両論または平均的な評価」を示している。CinemaScoreの観客調査では、A+からFの評価スケールで平均「A–」を獲得し（1作目と同じ）、ポストトラックの調査では80%が肯定的な評価をし、そのうち59%が映画を他者に勧めると回答した。
『ハリウッド・リポーター』のフランク・シェックは、「新しい設定とキャラクター、特にオスカー受賞者キー・ホイ・クァンが盗賊団のリーダーであるマレーセンザンコウを演じ、ロニー・チェンがペリカンの口の中に住む魚を演じるなど、『カンフー・パンダ4』はシリーズを刷新しようとしている。しかし、実際にはこれまでと同じ内容であり、それは必ずしも悪いことではない。シリーズがこれまでに18億ドル以上の興行収入を記録していることを考えれば、ポーの声を担当するジャック・ブラックの面白い演技が、魅力を失っていないことが本作の大きな魅力だ」と述べている。IGNのエマ・ステファンスキーは、7/10の評価を与え、「マスター・ファイブの不在や、前作のような感情的な深みが欠けている点は残念だが、新たなキャラクターやアクションシーンが加わり、シリーズの価値ある追加作となっている」とし、「『カンフー・パンダ4』は、ポーに新たな友人、新たな敵、そして新たな役割を与え、スタイリッシュなアニメーションとエキサイティングな戦闘シーンを維持している」と書いている。IndieWireのウィルソン・チャップマンは、本作にB-を付け、「ブラックはこの役を熟知しており、彼の完璧なコミックタイミングと愛らしい誠実さが観客を引き込む」と述べている。『ニューヨーク・タイムズ』のクレア・シャファーは、アートディレクションとブラックとアウクワフィナのケミストリーを称賛し、「以前の作品ほどの華やかさはないが、楽しめるカンフー・パンダ映画だ」と評価した。また、フランスの新聞Le Devoirは、本作の比較的低予算に言及しつつ、「ディズニー風のキャラクターや、古代中国を再現した豊かで色彩豊かな『平和の谷』の設定に焦点を絞ることで、アニメの本質を効率的に表現している」と評している。DiscussingFilmは5点満点中4点を付け、「『カンフー・パンダ4』は、必要とは思われていなかった続編かもしれないが、存在してよかったと思える映画だ。ドリームワークスがこれまでに制作した中で最も優れたアクションシーンを持ち、ポーの物語を新たな方向に進めている」と述べている。
一方、『バラエティ』のオーウェン・グレイバーマンは、前作と比較して否定的な評価を下し、「16年経っても、ポーの若々しいエネルギーを聞きたいと思うが、今回はそれが年長者としての落ち着いた雰囲気に変わっている。さらに、映画のジョークも改善が必要だ」と述べた。『ボストン・グローブ』のオディ・ヘンダーソンも、映画の悪役やアクションシーンに失望し、「最初の3作は楽しめたが、龍の戦士は今、シリーズに終止符を打ち、霊界で休息する時だ」と結論付けた。RogerEbert.comのクリスティ・レマイアは、「本作は存在を正当化するのに苦労している。前作の繊細な芸術性や温かみのあるユーモアが失われている」と批判した。『ロサンゼルス・タイムズ』のケイティ・ウォルシュは、「視覚的には目を見張るものがあるが、シリーズにはより力強い推進力が必要だ」と述べた。マーク・カーモードも本作に対して否定的な評価を下している。

### 受賞歴
本作は、2024年のキッズ・チョイス・アワードで「お気に入りのアニメ映画」「アニメ映画におけるお気に入りの男性声優（ジャック・ブラック）」、「アニメ映画におけるお気に入りの女性声優（オークワフィナ）」にノミネートされたが、それぞれ『スパイダーマン:アクロス・ザ・スパイダーバース』、『レオ』のアダム・サンドラー、『トロールズ バンド・トゥゲザー』のアナ・ケンドリックに敗れた。

## 続編
2024年5月、『カンフー・パンダ4』の批評的および商業的成功を受けて、ミッチェル監督は第5作目の可能性について言及した。しかし、制作期間が長いため、少なくとも2027年までは公開されないだろうと示唆している。